# Jasper van der Lanen

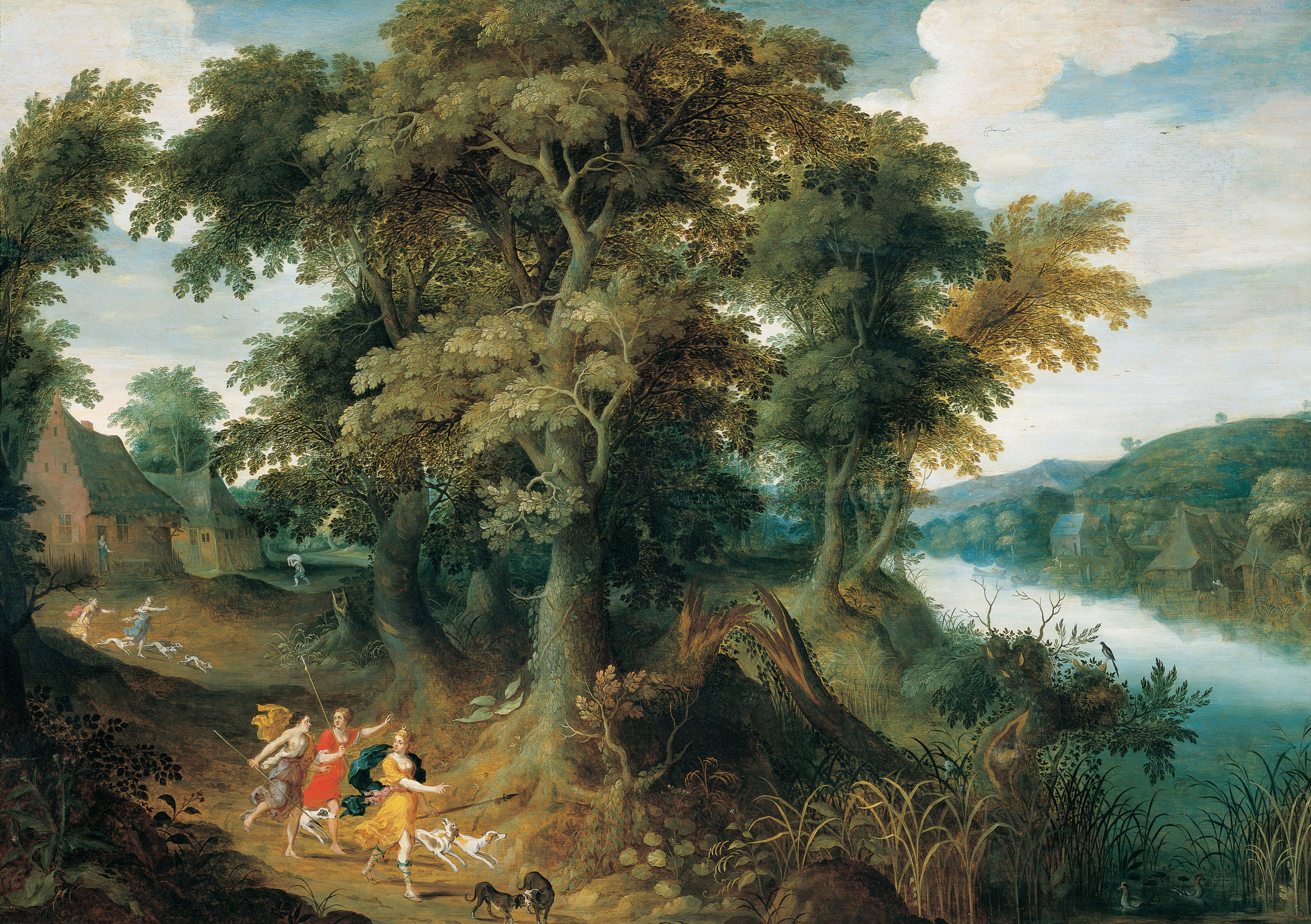
Diana y sus ninfas de caza

Jasper van der Lanen, Jasper van der Laanen o Kasper van der Lanen   (c. 1585 en Amberes-después de 1626 en Amberes) fue un pintor paisajista flamenco. Es conocido por sus paisajes boscosos con figuras que representan historias mitológicas, bíblicas o escenas pastoriles. Su obra sólo fue redescubierta a mediados del siglo XX. El descubrimiento de obras firmadas adicionales ha permitido comprender mejor el estilo del artista. Como resultado, se le han atribuido más obras, que anteriormente se habían atribuido a otros pintores con los que compartió un enfoque similar de la pintura de paisaje, como su coetáneo Jan Brueghel el Joven.

## Vida

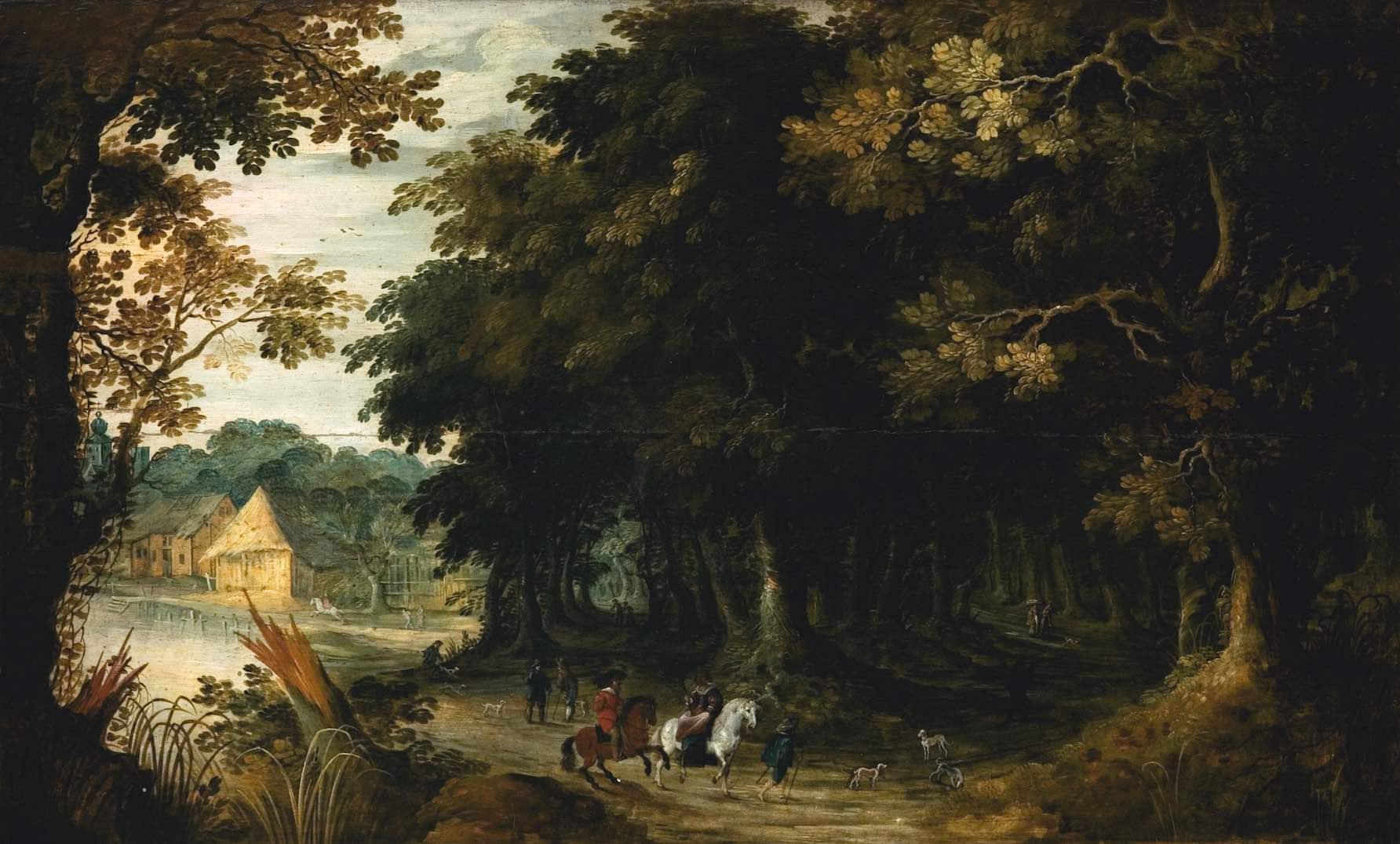
Paisaje con viajeros en un bosque.

Se sabe muy poco sobre la vida de Jasper van der Lanen. Fue registrado como alumno del oscuro pintor Nicolaas Geerts en el gremio en 1607 y se convirtió en maestro del gremio de San Lucas de Amberes en 1615. 
En 1624 se casó con Elisabeth Rombouts. Su colega Abraham Govaerts actuó como uno de los testigos en la boda.  Al igual que van der Lanen, Abraham Govaerts era un joven paisajista y los dos eran amigos cercanos. Tras la prematura muerte de Abraham Govaerts el 9 de septiembre de 1626, van der Lanen fue uno de los artistas encargados de completar las obras que Govaerts dejó sin terminar. Los otros artistas fueron Alexander Keirincx, Jasper (o Kasper) Adriaenssens, Nicolaes Aertsens, Antoon Bellieur, Peter Meulevelt y Jan Viers.
La fecha de la muerte de van der Lanen no se conoce con certeza, pero se cree que murió en Amberes en algún momento entre 1626 y 1644. 

## Obras

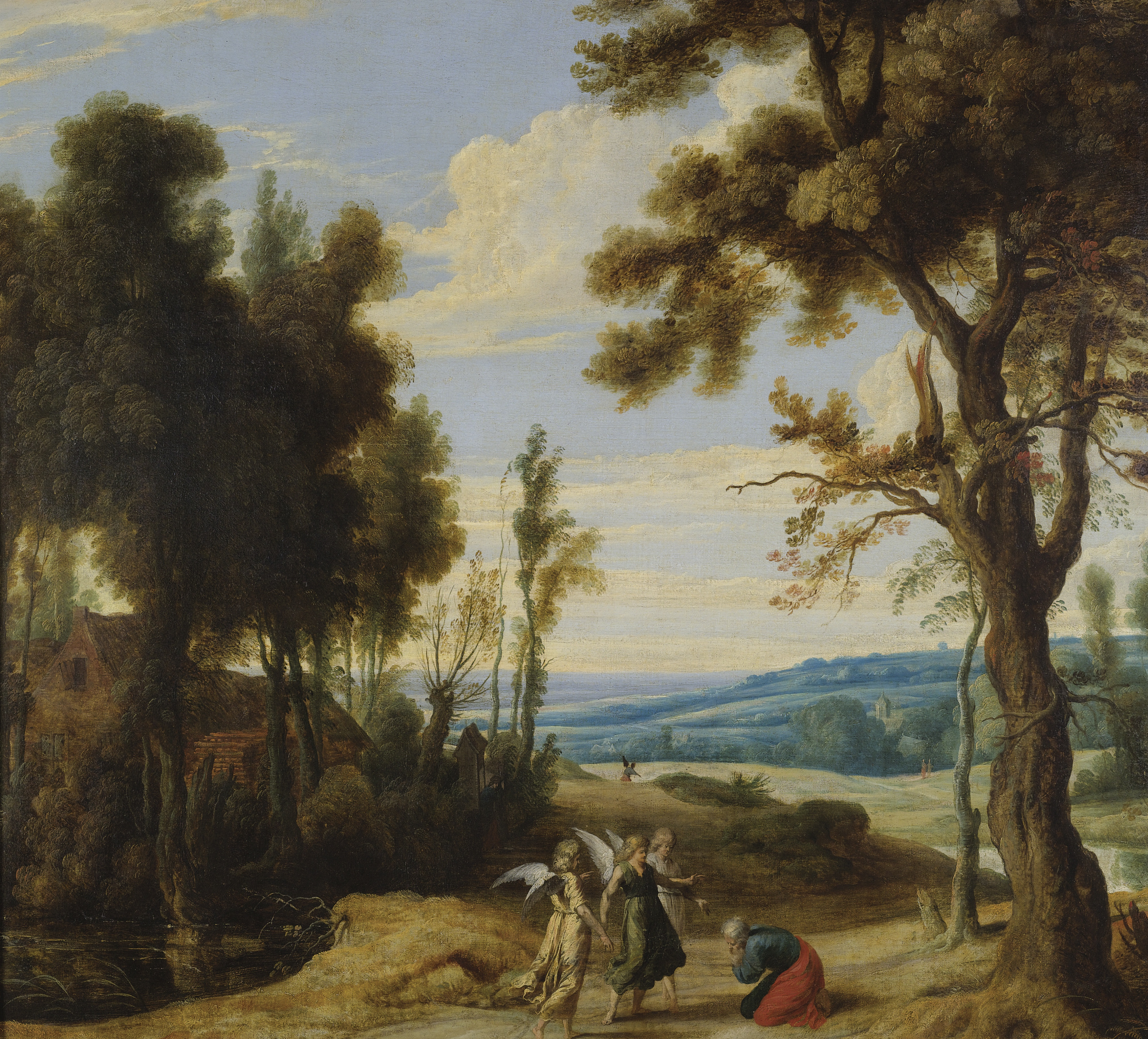
Tres ángeles apareciendo a Abraham

Jasper van der Lanen fue un pintor paisajista especializado. Es conocido por sus paisajes boscosos con figuras que representan historias mitológicas, bíblicas o escenas pastoriles. Su obra sólo fue redescubierta a mediados del siglo XX. El descubrimiento de obras firmadas adicionales ha permitido comprender mejor el estilo del artista. Como resultado, se le han atribuido más obras, que anteriormente se habían atribuido a otros pintores con los que compartió un enfoque similar de la pintura de paisaje, como el pintor de la siguiente generación, Jan Brueghel el Joven.
Jasper van der Lanen trabajaba en un estilo similar al de su amigo el paisajista contemporáneo de Amberes Abraham Govaerts. Sus pinturas comparten motivos y patrones de composición con las obras de Govaerts. Éste había continuado y desarrollado aún más la fórmula paisajística del siglo XVI que dividía el espacio en planos que se alejaban, distinguidos por el color: tonos tierra y ocres para el primer plano, varios tonos de verde para el plano medio y tonos azules para el último plano más distante. Además, ambos utilizaron dispositivos para permitir que el espectador penetrara en el paisaje desde el primer plano hasta la distancia, creando así una composición dinámica del paisaje.
Van der Lanen se distinguió de Govaerts al reservar más espacio para las figuras en primer plano, al tratar con más detalle los elementos singulares de sus paisajes, como los troncos de los árboles y al pintar reflejos en el agua y las hojas con formas claramente delineadas en los bordes El sello típicos del estilo de van der Lanen es el uso frecuente de troncos de árboles rotos en el primer plano.
Como era común en la práctica artística de Amberes de la época, van der Lanen colaboró con pintores de figuras especialistas que agregaban las figuras a sus paisajes. El pintor Frans Francken el Joven a menudo añadía las figuras en sus obras, al igual que Hans Jordaens III.  En algunos casos trabajaron más de dos artistas en una misma composición como en el caso de Los cuatro elementos, en el que van der Lanen pintó el paisaje, Frans Francken el Joven añadió algunas figuras y Jan Brueghel el Joven pintó los animales, las flores y las plantas a la derecha así como las figuras en la distancia media.